# Pazzi

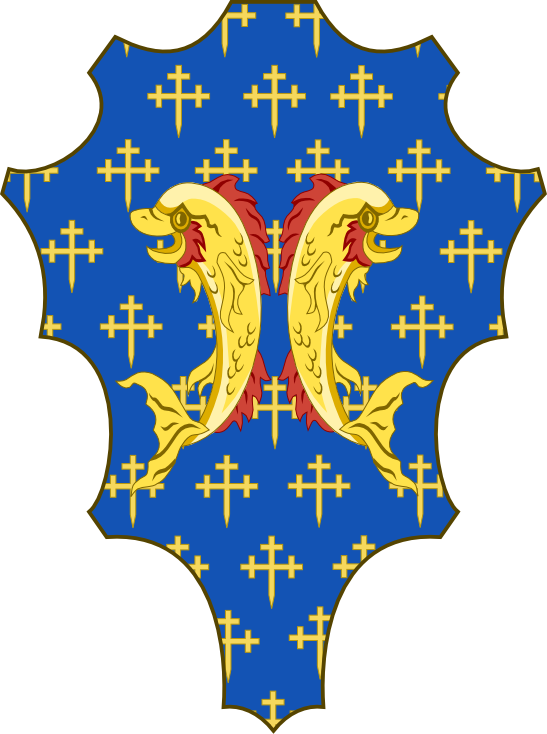
Pazzi-vapnet.

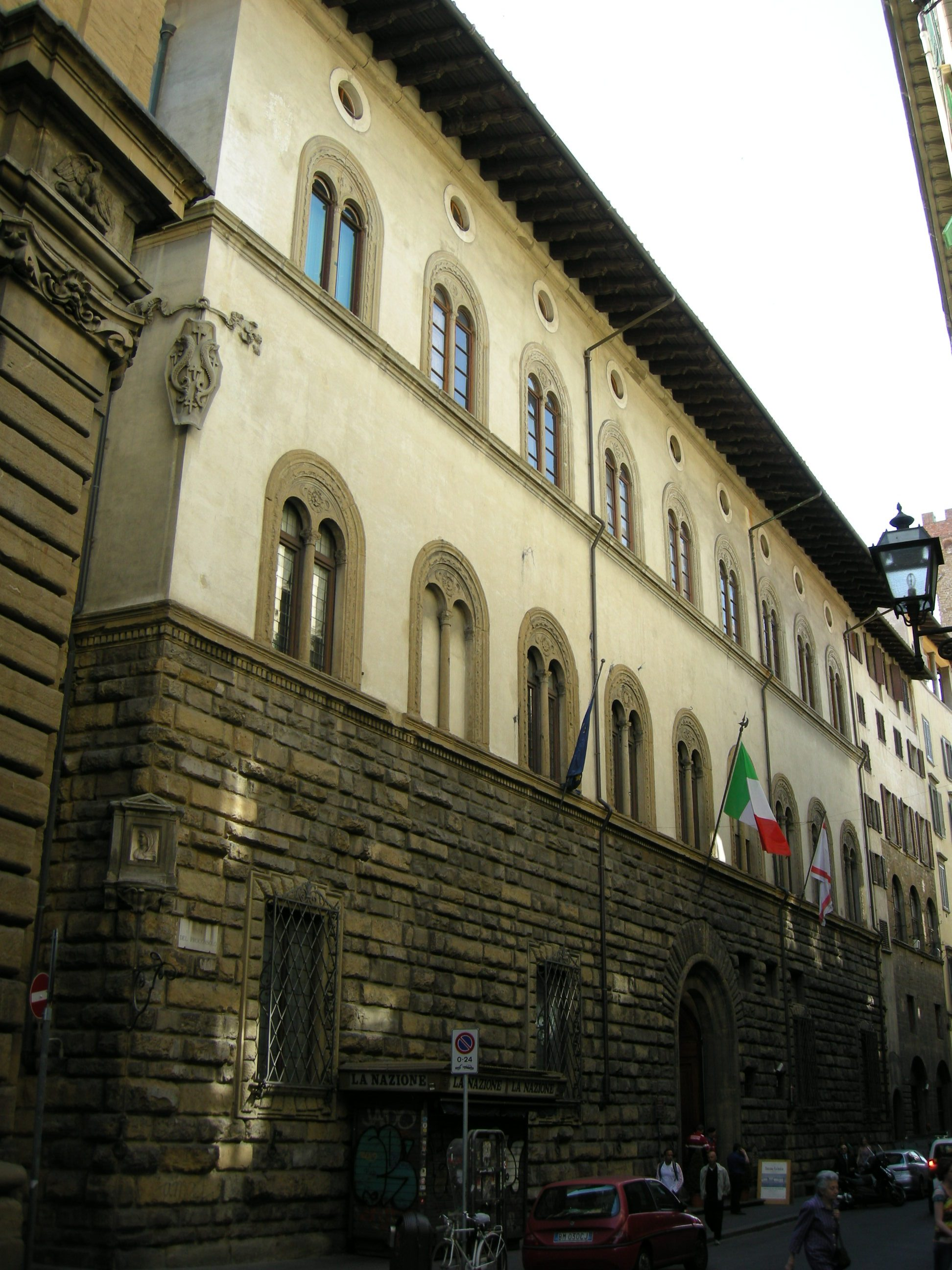
Palazzo Pazzi, Florens.

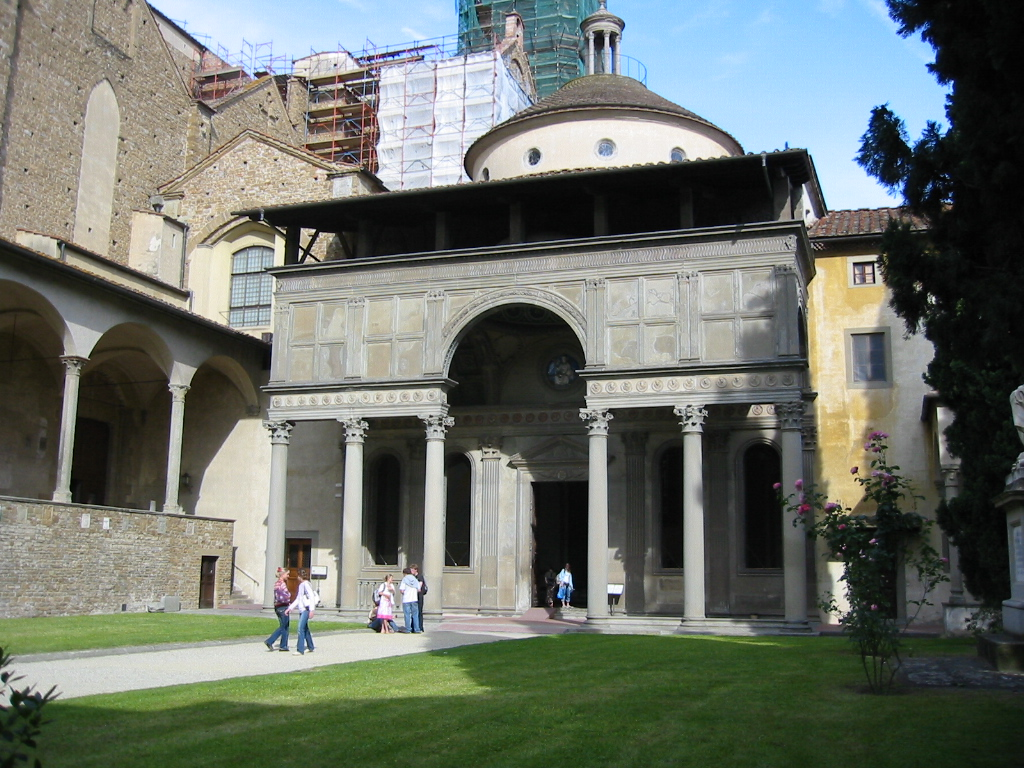
Pazzi-kapellet, Florens.

Pazzifamiljen var en toskansk adelsätt som under renässansen i Italien utövade ett stort inflytande över samhället. Pazzifamiljen bestod till stor del av bankirer. Familjen härstammar från "Il Pazzo" ("galningen"), som var den förste soldat som tog sig över muren till det belägrade Jerusalem under det första korståget (1096–1099). När han återvände till Florens hade han med sig en sten från Heliga gravens kyrka.
Pazzifamiljen är idag mest känd för den så kallade Pazzikonspirationen som ägde rum den 26 april 1478. Syftet med sammansvärjningen var att avsätta familjen Medici som den främsta familjen i Florens.

## Pazzisammansvärjningen
Pazzisammansvärjningen var en konspiration mot Medicifamiljen där målet var att ersätta Medici som härskare i Florens. Medicifamiljen var mycket mäktig, men hade också många fiender.
Påven Sixtus IV var en av Medicis fiender. Han hade köpt makten över Imola, ett starkt fäste mellan de påvliga och toskanska territorierna. Köpet var finansierat av Pazzibanken, trots att Francesco de' Pazzi hade lovat Lorenzo de' Medici att han inte skulle ge sitt stöd till påven. Som belöning fick Pazzi monopol på alungruvorna i Tolfa. Alun var en betydelsefull vara och utgjorde en stor del av den toskanska ekonomin. Francesco fick även rättigheterna till att sköta de påvliga intäkterna. Sixtus IV utsåg sin brorson, Girolamo Riario, till ny guvernör i Imola och Francesco Salviati utsågs till ärkebiskop av Pisa. Lorenzo hade vägrat att låta Salviati utnämnas till ärkebiskop av Pisa på grund av den utmaning en sådan kyrklig tjänst innebar. Salviati och Francesco de' Pazzi planerade att mörda Lorenzo och Giuliano de' Medici, vilket skulle ge dem makten i Florens. Riario själv stannade i Rom.
Under högmässan i Basilica di Santa Maria del Fiore den 26 april 1478 blev Giuliano och Lorenzo de' Medici misshandlade. Giuliano knivhöggs till döds, medan Lorenzo flydde till sakristian, allvarligt skadad. Flera av konspiratörerna dödades, bland andra ärkebiskop Salviati, och Pazzifamiljens företag plundrades. År 1494, då Piero de' Medici störtades, kunde medlemmar ur Pazzifamiljen återvända till Florens.

## Palazzo Pazzi
Palatset uppfördes 1458–1469 under ledning av arkitekten Giuliano da Maiano. Jacopo de Pazzi lät bygga om palatset 1462–1472. Pazzi-konspiratörerna antas ha planlagt sin sammansvärjning i detta palats, som senare fick namnet "Palazzo della Congiura" (konspirationspalatset).

## Pazzi-kapellet
Pazzi-kapellet, som är beläget vid Basilica di Santa Croce, ritades av Filippo Brunelleschi och stod färdigt på 1460-talet. Kapellet anses vara ett av den italienska renässansens mästerverk.

### Webbkällor
- Great Buildings